# Ернст фон Потен
Ернст фон Потен (нім. Ernst von Poten; 3 березня 1888, Штоккерау — 1981, Трір) — австро-угорський, австрійський і німецький офіцер, дипломований інженер, генерал-майор вермахту (1 липня 1942).

## Біографія
18 серпня 1908 року вступив в австро-угорську армію. Учасник Першої світової війни, після завершення якої продовжив службу в австрійській армії. Після аншлюсу 15 березня 1938 року автоматично перейшов у вермахт і пройшов курс командира полку. З 1 серпня 1938 року — командир щойно створеного 112-го гірського артилерійського полку, з 10 листопада 1938 року — 34-го артилерійського полку, з листопада 1939 року — 2-го артилерійського запасного полку, з січня по 1 січня 1940 року — 240-го, з середини листопада 1940 року — 340-го, з грудня 1941 року —117-го, з травня 1942 року — знову 340-го артилерійського полку. З 1 липня 1943 по вересень 1944 року — комендант Меца. 31 грудня 1944 року звільнений у відставку.

## Нагороди
- Ювілейний хрест
- Медаль «За військові заслуги» (Австро-Угорщина)
  - бронзова з мечами
  - 2 срібні з мечами
- Хрест «За військові заслуги» (Австро-Угорщина) 3-го класу з військовою відзнакою і мечами
- Орден Залізної Корони 3-го класу з військовою відзнакою і мечами
- Військовий Хрест Карла
- Пам'ятна військова медаль (Австрія) з мечами
- Почесний знак «За заслуги перед Австрійською Республікою», золотий знак
- Пам'ятна військова медаль (Угорщина) з мечами
- Хрест «За вислугу років» (Австрія) 2-го класу для офіцерів (25 років)
- Почесний хрест ветерана війни з мечами
- Медаль «За вислугу років у Вермахті» 4-го, 3-го, 2-го і 1-го класу (25 років)
- Залізний хрест 2-го і 1-го класу
- Нагрудний знак «За поранення» в чорному
- Орден Зірки Румунії, командорський хрест з мечами
- Хрест Воєнних заслуг 2-го класу з мечами